# ORP Garland
HMS Garland (H37), puis ORP Garland, puis HNLMS Marnix
Pour les autres navires du même nom, voir HMS Garland.
Le HMS Garland (H37), également connu sous sa désignation polonaise ORP Garland est un destroyer britannique de classe G, en service dans la marine polonaise entre 1940 et 1946.

## Conception
Garland est construit au chantier naval Fairfield Shipbuilding and Engineering Company à Govan en 1935. C'est le seizième navire portant ce nom au sein de la Royal Navy. Le premier Garland figurait dans les chroniques en 1241 et c'est le plus ancien nom de navire britannique.

## Description technique
Le Garland déplaçait 1 350 tonnes longues (1 370 tonnes (t)) à charge normale et 1 883 tonnes longues (1 913 t) à pleine charge. Le navire avait une longueur hors-tout de 98,5 m, une largeur de 10,1 m et un tirant d'eau de 3,8 m. Il était propulsé par deux turbines à vapeur à engrenages Parsons, entraînant deux arbres qui développaient un total de 34 000 chevaux-vapeur d'arbre (25 000 kW) et donnaient une vitesse maximale de 36 nœuds (67 km/h). La vapeur pour les turbines était fournie par trois chaudières à trois tambours Admiralty. Le Garland transportait un maximum de 470 tonnes longues (480 t) de mazout qui lui donnait une autonomie de 5 530 milles nautiques (10 240 km) à 15 nœuds (28 km/h). L'effectif du navire était de 137 officiers et matelots en temps de paix, mais il était porté à 146 en temps de guerre.
Le navire montait quatre canons de 4,7 pouces (120 mm) Mark IX de calibre 45 dans des affûts simples. Pour la défense anti-aérienne, le Garland avait deux supports quadruples Mark I pour la mitrailleuse Vickers Mark III de 0,5 pouce (12,7 mm). Il était équipé de deux quadruples tubes lance-torpilles au-dessus de l'eau pour des torpilles de 21 pouces (533 mm). Un rail de grenades sous-marines et deux lanceurs de grenades sous-marines étaient installés; 20 grenades sous-marines étaient initialement transportées, mais ce nombre a été porté à 35 peu après le début de la guerre. Au milieu de l'année 1940, ce nombre était passé à 44 grenades sous-marines.

### Modifications en temps de guerre
Les tubes lance-torpilles arrière de la plupart des navires de la classe du Garland ont été remplacés par un canon antiaérien (AA) de 12 livres après l'évacuation de Dunkerque en 1940, mais on ne sait pas exactement quand cette modification a été apportée. En 1942, l'armement antiaérien à courte portée du navire a été augmenté de deux canons Oerlikon de 20 mm sur sa plate-forme de projecteurs et d'une autre paire sur les ailes du pont du navire. Le canon en position "Y" a également été retiré pour permettre d'augmenter l'espace de rangement des grenades sous-marines. Les supports de mitrailleuses de calibre .50 ont été remplacés par une paire d'Oerlikon plus tard. La tour de contrôle du navire et le télémètre au-dessus du pont ont été retirés en échange d'un radar d'indication de cible de type 271, après 1942, et le canon "B" a été remplacé par un mortier anti-sous-marin Hedgehog. Un radar de recherche de surface à courte portée de type 286 a probablement été installé au milieu de la guerre. Le navire a également reçu un radiogoniomètre HF/DF monté sur un mât principal.

## Histoire opérationnelle

### HMSGarland, 1936-1940
Commandé le 5 mars 1934 à Fairfield Shipbuilding and Engineering, la pose de la quille du Garland est réalisée à Govan, en Écosse, le 22 août 1934. Il est lancé le 24 octobre 1935 et achevé le 3 mars 1936. Sans compter les équipements fournis par le gouvernement comme l'armement, le navire a coûté 250 664 livres sterling (£). Il a été affecté à la 1re flottille de destroyers de la Mediterranean Fleet (flotte méditerranéenne) dès sa mise en service. Le Garland a patrouillé dans les eaux espagnoles pendant la guerre civile espagnole pour faire respecter les édits du Comité de non-intervention en 1937 et 1938. Le navire est révisé à Sheerness entre le 24 mai et le 5 juillet 1937 et entre le 31 mai et le 28 juillet 1938, durant lesquels ses turbines basse pression sont réparées. Le Garland patrouille au large de Chypre en juillet 1939.
Lorsque la Seconde Guerre mondiale a commencé, le navire était en route pour Alexandrie depuis Aden et y est arrivé le 6 septembre. Alors qu'il escortait un convoi vers Malte, certaines de ses grenades sous-marines ont explosé prématurément le 17 septembre et ont gravement endommagé l'arrière du navire. Le Garland a dû être remorqué jusqu'à Alexandrie où des réparations temporaires ont été effectuées. Il a été remorqué à Malte pour des réparations permanentes qui ont duré du 11 octobre au 8 mai 1940. Peu avant la fin des réparations, il a été prêté à la marine polonaise le 3 mai 1940, date anniversaire de la Constitution polonaise de 1791.

### ORPGarland, 1940-1946
Après sa remise en état, le navire escorte un convoi à destination et en provenance de la Grèce à la fin de juin 1940. Pendant l'opération Hats, le Garland est légèrement endommagé par l'aviation italienne le 31 août alors qu'il escorte un convoi vers Malte. Il est transféré au Western Approaches Command à la mi-septembre et est affecté au 10th Escort Group. Le 13 novembre, le Garland a été gravement endommagé par une tempête alors qu'il escortait le cuirassé Revenge et il a fallu plus d'un mois pour effectuer les réparations. Deux hommes ont été perdus par-dessus bord pendant la tempête. Début janvier 1941, le navire est équipé d'un nouveau système ASDIC. Il est transféré au 14e groupe d'escorte en avril et est ensuite brièvement attaché à la flotte nationale, escortant un pétrolier, pendant le débarquement allié sur le Spitzberg en juillet. À son retour, le Garland est affecté au groupe d'escorte B3 pour des tâches d'escorte dans l'Atlantique Nord.
À la fin de septembre, il a rejoint le destroyer polonais Piorun dans l'opération Halberd, escortant un grand convoi vers Malte. Les deux navires ont escorté le cuirassé Nelson jusqu'à Gibraltar après qu'il a été torpillé pendant l'opération. Le Garland rejoint ensuite le groupe d'escorte B3. Le navire est remis en état entre le 28 février et le 5 mai 1942 à Middlesbrough et est affecté à l'escorte du convoi PQ 16 à la fin mai après avoir été remis en état. Le 27 mai, un bombardier Junkers Ju 88 largue une bombe à 9,1 m du côté tribord du navire, qui décime les équipages des canons A et B et des mitrailleuses Oerlikon et de calibre 50 de tribord (22 morts et 37 blessés). Le directeur de tir et le télémètre du navire ont été détruits et le navire a reçu l'ordre de se rendre indépendamment à Mourmansk pour des réparations temporaires. Celles-ci ont pris plus d'un mois et le Garland a navigué le 4 juillet pour Troon, en tant que membre de l'escorte du convoi QP 13, pour des réparations permanentes qui n'ont pas été achevées avant le 21 septembre.
Le navire a rejoint le groupe d'escorte B3 jusqu'à ce qu'il commence un long carénage en mai 1943 qui a duré jusqu'au 8 septembre. Le Garland a été affecté au 8e groupe de soutien après avoir travaillé et escorté plusieurs petits convois transportant des troupes alliées vers les Açores pour y construire des bases aériennes après que les Portugais aient donné leur accord fin septembre. De novembre à avril 1944, le navire a été basé à Freetown pour escorter des convois entre Freetown et Gibraltar. En mai, il est affecté à la 14e flottille de destroyers de la Mediterranean Fleet où il escorte des convois et soutient les opérations alliées dans la mer Égée. Le 19 septembre 1944, avec deux autres destroyers britanniques, il coule le sous-marin allemand U-407 au large de Santorin. Le mois suivant, le Garland a soutenu la libération de la Grèce par les Alliés après le retrait allemand.
Le 20 novembre, le navire s'est embarqué pour le Royaume-Uni pour commencer un long carénage à Devonport qui a duré jusqu'au 31 mars 1945. Il est affecté à la 8e flottille de destroyers du Western Approaches Command, mais il a à peine terminé sa remise en état lorsque la guerre prend fin en mai. Le navire a transporté des fournitures d'urgence en Belgique et aux Pays-Bas immédiatement après. À la fin de 1945, le Garland participe à l'opération Deadlight, le sabordage des U-boote allemands capturés. Au début de 1946, le navire patrouille dans les eaux norvégiennes, puis est affecté à l'escadron polonais de Rosyth jusqu'en juin. À la fin du mois de juillet, on ordonne le remboursement du navire et la fin du prêt. Le navire est désarmé à la fin août avant d'entrer dans la réserve de catégorie C.

### HNLMSMarnix, 1946-1964
Le 14 novembre 1946, le Garland est vendu " tel quel " à la Marine royale néerlandaise pour 9 000 £ et est initialement utilisé comme navire école. Il a été rénové en 1948 en tant que navire d'entraînement anti-sous-marin. C'est probablement à ce moment que le Garland a été réarmé avec deux canons anti-aériens de 105 millimètres (4.1 in) en positions 'A' et 'X', un Hedgehog en position 'B' et six Oerlikons de 20 millimètres. Il transportait quatre lanceurs de grenades sous-marines et deux rails de grenades sous-marines. Le navire a été rebaptisé HNLMS Marnix le 16 janvier 1950 et a effectué des visites dans des ports du sud de la Grande-Bretagne au mois de mars suivant. Le Marnix a été reclassé comme frégate en 1952 et a reçu une révision complète en 1955-56. Il a été désarmé le 31 janvier 1964 et ensuite mis à la ferraille.